# ブラッド・ペイズリー

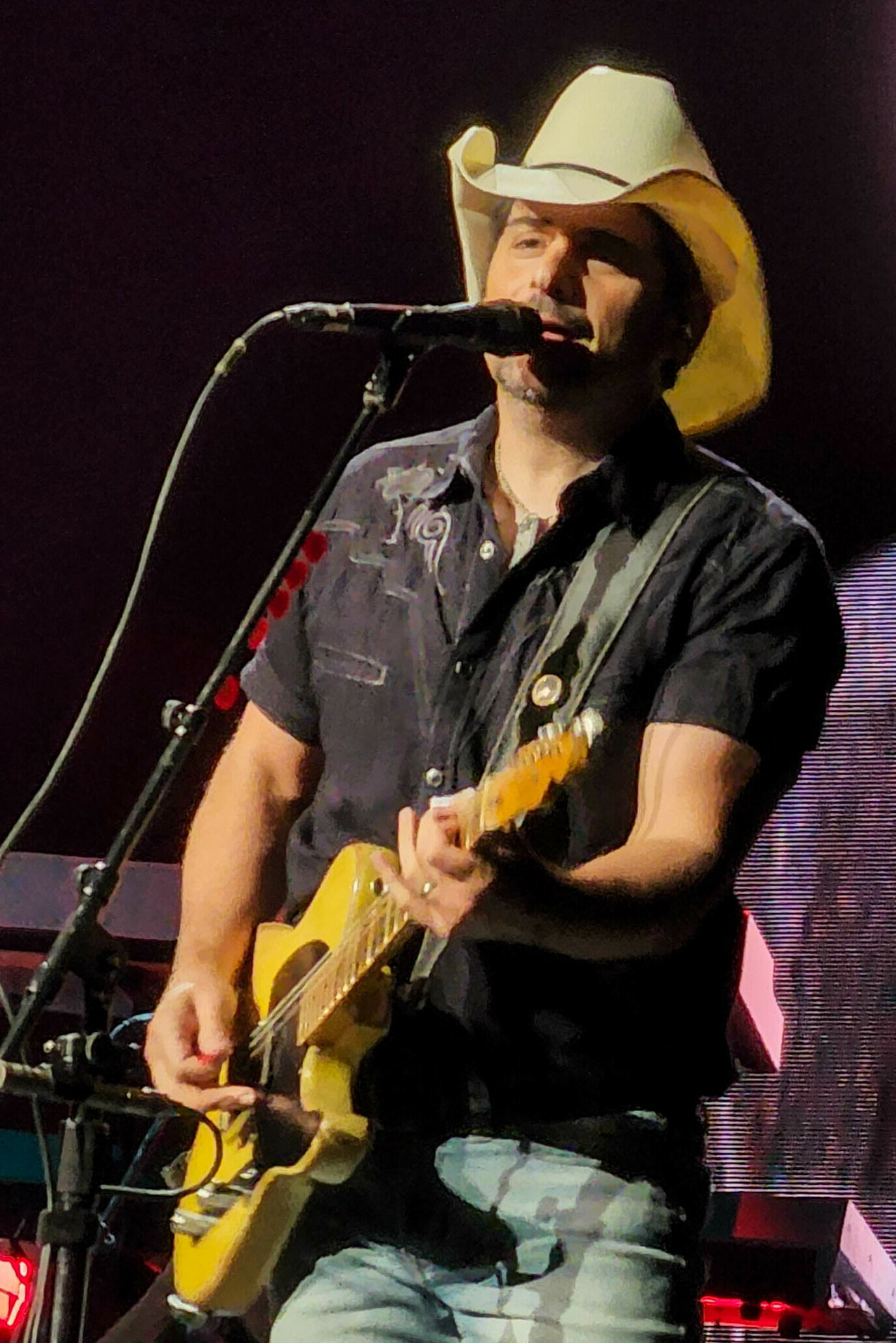

ブラッド・ダグラス・ペイズリー(Brad Douglas Paisley 1972年10月28日 - )はアメリカ合衆国のカントリー・ミュージックのシンガーソングライターである。彼の音楽スタイルは伝統的カントリーとサザン・ロックの融合であり、彼の曲はしばしばユーモアとポップ・カルチャーを交えて攻撃的なものもある。
2008年のCMAおよびACMの最優秀男性ボーカリスト賞を受賞した。1999年、アルバム『Who Needs Pictures』の発売から活動を開始し、7枚のアルバムとレコード会社アリスタ・ナッシュビルのクリスマスアルバムを録音し、RIAAよりゴールドまたは上位の認定を受けた。さらに、25枚のシングルがビルボードのカントリー音楽チャートにランクインし、うち15枚は1位となり、そのうち10枚は連続してトップとなった。2010年10月10日、第44回CMAアワードで最高の賞であるエンターテイナー・オブ・ザ・イヤーを受賞した。

## 経歴

### 初期
1972年10月28日、ウェストバージニア州ホイーリングで、州の運輸省で働いていた父ダグラス・エドワード"ダグ"ペイズリーと教師の母サンドラ・ジェーン"サンディ"ペイズリーの間に生まれた。彼はウェストバージニア州グレン・デールで育った。母方の祖父ウォレン・ジャービスの影響でカントリー音楽を愛するようになり、祖父から8歳でシアーズのシルバーストーンでダンエレクトロのギターを買い与えられ演奏方法を教えられた。10歳の頃、教会で初めて人前で演奏した。彼はのちに「そのうち僕はクリスマスや母の日のイベントごとに演奏した。素敵な小さい町は、本当にアーティストになりたいと願うと温かく見守ってくれるんだ。」語った。12歳の頃、初めて『Born on Christmas Day』という曲を書いた。地元のギタリストであるクラレンス"ハンク"ゴダードのレッスンを受けるようになった。13歳の頃、ゴダードとペイズリーは2人の年上の友人と共に『ブラッド・ペイズリー・アンド・ザ・C-ノート』というバンドを結成した。
中学生の頃、校長先生に呼ばれ『Born On Christmas Day』を演奏してみせると、ロータリークラブの会議で演奏を依頼された。出席者にウェストバージニア州ホイーリングのラジオ局の番組ディレクターであるトム・ミラーがいた。ミラーはジャンボリーUSAへの出演を依頼した。最初の演奏の後、レギュラー出演を依頼された。次の8年間で彼はザ・ジャッズ、リッキー・スキャッグス、ジョージ・ジョーンズのようなカントリー歌手への道が開かれた。彼は最年少でジャンボリーUSAの殿堂入りをした。またジャンボリー・イン・ザ・ヒルでも演奏した。
1991年、ウェストバージニア州グレン・デールのジョン・マーシャル高校を卒業し、ウェスト・リバティ大学で2年間勉強し、1993年から1995年、米国作曲家作詞家出版者協会(ASCAP)の全額奨学金を得てテネシー州ナッシュビルのベルモント大学に行った。ASCAPの見習いとしてアトランティック・レコードとフィッツジェラルド・ハートリー・マネージメントで働いた。大学生の頃、学友のつてでフランク・ロジャースに会った。また後に作曲パートナーとなるケリー・ラブレイスとも会った。そしてクリス・デュボアにも会い、楽曲提供した。
ベルモント大学を卒業し音楽事業の学士を取得した後、1週間以内にEMI音楽出版と作曲家として契約し、デイヴィッド・ボールの1999年のシングル『Watching My Baby Not Come Back』同様トップ5に入ったデイヴィッド・カーシュの『Another You』を書いた。『Watching My Baby Not Come Back』はボールとの共作である。

### 1999年–2001年: 『Who Needs Pictures』
1999年2月22日、シングル『Who Needs Pictures』でアリスタ・ナッシュビルよりデビューした。同年5月、グランド・オール・オープリーに初登場した。7ヶ月後、彼の共作者であるケリー・ラブレイスとその継子マケイン・メレンの話を脚色して作った『He Didn't Have to Be』が初のナンバー・ワンのヒット曲となった。デビュー・アルバムはビルボードのカントリー・チャートでナンバー・ワンとなった。2001年2月、このアルバムはプラチナCDに認定された。
2000年、ザ・ラーニング・チャンネル(TLC)のスペシャル番組『Route 66: Main Street America』に出演し、カントリー音楽ファン以外の前で演奏したところ彼の評判は上がった。プロデューサーのトッド・ベーカーはまだ世に出ていない若いミュージシャンをこの番組に出演させており、カントリー音楽界からも今回出演させることになった。ペイズリーとバンドは『ルート66』のアコースティック版という珍しいライブを行った。カンザス州リバートンのレインボーブリッジの上でのアコースティック・ライブはカットしないで収録された。ブルース・アーティストのバディ・ガイも特集していたこの番組で彼は伝説的ミュージシャンの仲間入りを果たした。
2000年終盤、ペイズリーはカントリーミュージック協会(CMA)の新人賞とアカデミー・オブ・カントリーミュージックの最優秀新人男性ボーカリスト賞を受けた。まだ1年後、グラミー賞最優秀新人賞にノミネートされた。2001年2月17日、グランド・オール・オープリーに招かれた。28歳だった彼は当時最年少だった。PBSの第75回記念コンサート・スペシャルでアルバム『Backstage at the Opry』からの曲と、チェリー・ライトとデュエットで『Hard to Be a Husband, Hard to Be a Wife』を歌った。このことがCMAのボーカル・イベント・オブ・ザ・イヤーにノミネートされた。

### 2001年–2003年: 『Part II』
2002年、『I'm Gonna Miss Her (The Fishin' Song)』でCMAミュージック・ビデオ賞を獲得した。このビデオにはリトル・ジミー・ディケンズ、キンバリー・ウィリアムズ＝ペイズリー、ダン・パトリック、ジェリー・スプリンガーなどの著名な人物が出演している。『Part II』からの他の3曲、『I Wish You'd Stay』、『Wrapped Around』、『Two People Fell in Love』全てトップ10入りした。このアルバムは70週以上チャート入りし、2002年8月、プラチナ認定された。このアルバムのコンサート・ツアーの前座はローンスターが務めた。

### 2003年–2005年: 『Mud on the Tires』
2003年、ペイズリーは『Who Needs Pictures』、『Part II』に続く第3弾アルバム『Mud on the Tires』を発表した。このアルバムは彼のヒット曲『Celebrity』を収録しており、この曲のビデオでは『Fear Factor』、『アメリカン・アイドル』、『The Bachelorette』、『According to Jim』などをパロディー化しており、ジェイソン・アレクサンダー、ジェームズ・ベルーシ、リトル・ジミー・ディケンズ、トリスタ・レーン、ウィリアム・シャトナーなどの著名人が出演した。ペイズリーは後にシャトナーのアルバム『Has Been』に協力した。2004年、このアルバムのタイトル曲『Mud on the Tires』はビルボードでナンバー・ワンとなった。
さらにこのアルバムからの3枚めのシングルでアリソン・クラウスとのデュエット曲『Whiskey Lullaby』はビルボードのカントリーのシングル・チャートで3位、ビルボード総合チャートで41位となった。このミュージック・ビデオはいくつかの賞を受賞し、2008年のCMTの最優秀ミュージック・ビデオ・100に選ばれた。このアルバムはダブル・プラチナに認定された。

### 2005年–2007年: 『Time Well Wasted』
2005年、リーバ・マッキンタイアとテリー・クラークとのツアー『Two Hats and a Redhead Tour』の後、彼は15曲入りの『Time Well Wasted』を発売した。このアルバムは『Alcohol』、ドリー・パートンとのデュエット曲『When I Get Where I'm Going』、アラン・ジャクソンとのデュエット曲『Out in the Parking Lot』、ボーナス・トラック『Cornography』を収録している。2006年11月6日、『Time Well Wasted』はカントリーミュージック協会のCMAアワードの最優秀アルバム賞を受賞した。また、2006年のアカデミー・オブ・カントリーミュージックのACMアワードで年間アルバム賞を受賞した。
また、ペイズリーはディズニー映画の『カーズ』に2曲提供し、サウンドトラック『Cars』に収録されている。テレビのスペシャル番組『Route 66: Main Street America』での功績が認められての採用であった。
2006年のグラミー賞では、ペイズリーは最優秀カントリー・アルバム賞(『Time Well Wasted』)、最優秀カントリー・ソング賞(『Alcohol』)、最優秀カントリー・インストゥルメンタル賞(『Time Warp』)、最優秀カントリー男性ボーカル賞(『Alcohol』)の4部門にノミネートされた。

## プライベート
2000年12月、この年の始めに同性の恋人と住み始めた音楽仲間のカントリー歌手チェリー・ライトと関係を持った。ライトはペイズリーと前年曲を共作し、一緒にコンサート・ツアーに出ており、それ以来彼は彼女に夢中になっていた。彼女にとって他の男性同様彼にも性的魅力を感じていなかったが、彼女は「彼は小悪魔的な所が魅力で、それが私が彼と時間を共有することを決めた理由の1つ。私は彼が好き。彼を好きになることに制限を設けたことはないけれど、完璧な人生でないのなら彼は私が共に人生を歩むことができる唯一の男性。私が男性と過ごせるなら、彼がその男性。」と語った。彼女の言動は、彼女が彼を高く尊重し、性的魅力でなくあらゆる面において大きな愛情を抱いているという事実によりエスカレートした。彼女は自叙伝において、この件に関して後悔していると語っている。
2001年、キンバリー・ウィリアムズ＝ペイズリーと交際開始。彼は昔交際していた女性と観た『花嫁のパパ』(1991年)で初めて彼女を見かけた。その女性とは『花嫁のパパ2』(1995年)公開前に別れため、『花嫁のパパ2』は一人で観に行った。彼はキンバリーの出演作品に注目するようになり、「彼女は賢くて面白くてとても素晴らしい女性だ。全ての面において彼女のような女性は他にいない。」と感じた。2002年、彼女は彼のアルバム『Part II 』から発売された最後の曲『I'm Gonna Miss Her (The Fishin' Song) 』のミュージック・ビデオに出演。2003年3月15日、9ヶ月の婚約期間の後ペパーダイン大学構内のストーファー教会で結婚式を挙げた。テネシー州フランクリンに住んでいるが、カリフォルニア州マリブにも家を持っている。
2007年2月22日、テネシー州ナッシュビルで長男ウィリアム・ハックルベリー（愛称ハック）が生まれた。2009年4月17日、次男ジャスパー・ウォレン(ペイズリーの子供の頃、彼に初めてのギターを買い与えた祖父の名に因む)が誕生。
幼少からのクリーブランド・ブラウンズファンで1999年の試合前に国歌を歌った。ESPNのインタビューで、彼らとフットボールをするのが夢だと語った。2008年、ブロッサム・ミュージック・センターで行われたコンサートにブラウンズの元クォーター・バックブレイディ・クインを招待した。
彼はウェストバージニア大学のスポーツとボストン・レッドソックスのファンでもある。
2009年後期、『バラエティ』誌において、CWテレビジョンネットワークの新ドラマ『Nashville 』のエグゼクティヴ・プロデューサーとなることが発表された。ニール・ドッソンと俳優マット・ボマーによる脚本および製作。『One Tree Hill』シリーズの製作者、マーク・シュワーンがパイロット版とシリーズの監督を担当。ドッソン、ボマー、コリー・ムーサと共に俳優ザカリー・クイントもエグゼクティヴ・プロデューサーとなった。しかし2010年5月のCWのアナウンスではこの作品の秋のシリーズ化は発表されなかった。

## ディスコグラフィ

### アルバム
| 1999                                      | Who Needs Pictures      | - 発売日: 1999年6月1日 - レーベル: Arista Nashville - フォーマット: CD, cassette                               | 102 | —  | —  | —  | —  | —  | —  | - US: プラチナ - CAN: ゴールド    |
| 2001                                      | Part ll                 | - 発売日: 2001年5月29日 - レーベル: Arista Nashville - フォーマット: CD, cassette                              | 31  | —  | —  | —  | —  | —  | —  | - US: プラチナ - CAN: ゴールド    |
| 2003                                      | Mud on the Tires        | - 発売日: 2003年7月22日 - レーベル: Arista Nashville - フォーマット: CD, digital download                      | 8   | —  | —  | —  | —  | —  | —  | - US: 2× プラチナ                 |
| 2005                                      | Time Well Wasted        | - 発売日: 2005年8月16日 - レーベル: Arista Nashville - フォーマット: CD, digital download                      | 2   | 82 | —  | —  | —  | —  | —  | - US: 2× プラチナ - CAN: ゴールド |
| 2007                                      | 5th Gear                | - 発売日: 2007年6月19日 - レーベル: Arista Nashville - フォーマット: CD, digital download                      | 3   | 66 | 5  | —  | —  | —  | —  | - US: プラチナ                    |
| 2008                                      | Play                    | - 発売日: 2008年11月4日 - レーベル: Arista Nashville - フォーマット: CD, digital download                      | 9   | —  | 23 | —  | —  | —  | —  |                                   |
| 2009                                      | American Saturday Night | - 発売日: 2009年6月30日 - レーベル: Arista Nashville - フォーマット: CD, digital download - 全米売上: 71.4万枚 | 2   | 67 | 4  | —  | —  | —  | —  | - US: ゴールド - CAN: ゴールド    |
| 2011                                      | This Is Country Music   | - 発売日: 2011年5月23日 - レーベル: Arista Nashville - フォーマット: CD, digital download - 全米売上: 56.1万枚 | 2   | 26 | 3  | 3  | 42 | 45 | 86 | - US: ゴールド                    |
| 2013                                      | Wheelhouse              | - 発売日: 2013年4月9日 - レーベル: Arista Nashville - フォーマット: CD, digital download - 全米売上: 20.7万枚  | 2   | 27 | 2  | 23 | 38 | 71 | 69 |                                   |
| 2014                                      | Moonshine in the Trunk  | - 発売日: 2014年8月26日 - レーベル: Arista Nashville - フォーマット: CD, digital download - 全米売上: 18.7万枚 | 2   | 14 | 2  | 13 | —  | 49 | 34 |                                   |
| 2017                                      | Love and War            | - 発売日: 2017年4月21日 - レーベル: Arista Nashville - フォーマット: CD, digital download - 全米売上: 2.6万枚  | 13  | 22 | 11 | 24 | —  | 26 | 33 |                                   |
| "—"は未発売またはチャート圏外を意味する。 |                         | |     |    |    |    |    |    |    |                                   |